# Komintern (Adiguèsia)
|  | Per a altres significats, vegeu «Komintern». |

Komintern - Коминтерн (rus) - és un khútor de la República d'Adiguèsia, a Rússia. Es troba a la vora dreta del riu Ulka, a 22 km al nord de Tulski i a 13 km al nord-est de Maikop.
Pertany al municipi de Kràsnaia Ulka.